# Рио-Бранко (Уругвай)
Рио-Бранко (исп. Río Branco) — город в Уругвае.

## География
Город Рио-Бранко находится на востоке Уругвая, в департаменте Серро-Ларго, на границе с Бразилией. Граница здесь проходит по реке Жагуаран, на противоположном берегу её, напротив уругвайского Рио-Бранко, лежит бразильский город Жагуаран. Оба города через реку соединены крупным автомобильным мостом (Puente Internacional Barón de Mauá).

## История
Рио-Бранко был основан в 1792 году Хоакином Гунденом. Название получил в честь бразильского министра иностранных дел и дипломата, Жозе Мария да Сильва Параньос, барона де Рио-Бранко (1845—1912), благодаря усилиям которого здесь была окончательно демаркирована граница между двумя странами. 1 июля 1953 года получил статус города (Ciudad).

## Население
Население по данным на 2011 год составляет 14 604 человека.
| Год  | Население |
| ---- | --------- |
| 1908 | 4106      |
| 1963 | 4023      |
| 1975 | 5685      |
| 1985 | 9072      |
| 1996 | 12 215    |
| 2004 | 13 456    |
| 2011 | 14 604    |

Источник: Instituto Nacional de Estadística de Uruguay